# 蓮浄寺 (いわき市)
蓮浄寺（れんじょうじ）は、福島県いわき市遠野町深山田に所在する日蓮正宗の寺院である。山号は真宝山（しんぽうさん）。

## 起源と歴史
- 1402年（応永9年）10月13日 - 建立される。開基は日蓮正宗大石寺第6世法主日時。
- 1982年（昭和57年）8月21日 - 第32代住職が第67世法主日顕の法主としての地位を否定した。
  - 蓮浄寺は日蓮正宗の末寺である。

## 所在地
- 福島県いわき市遠野町深山田字狩野54[1]